# Leon Tochowicz
Leon Tochowicz (ur. 18 lipca 1897 w Igołomi, zm. 29 lipca 1965 w Krakowie) – polski lekarz internista, kardiolog, profesor nauk medycznych, nauczyciel akademicki Uniwersytetu Jagiellońskiego, trzykrotny rektor Akademii Medycznej w Krakowie, inicjator budowy Instytutu Pediatrii w Krakowie-Prokocimiu, autor niemal stu publikacji naukowych, określany jako „twórca krakowskiej szkoły kardiologicznej”. Żołnierz Wojska Polskiego, uczestnik wojny polsko-bolszewickiej (1918–1920) i kampanii wrześniowej (1939), aresztowany w czasie akcji Sonderaktion Krakau, więzień KL Sachsenhausen.

## Życiorys
Urodził się we wsi Igołomia jako syn Leona Tochowicza, kupca, oraz Doroty z domu Nawrockiej. W 1918 wstąpił jako ochotnik do Wojska Polskiego by wziąć udział w wojnie z bolszewikami. W 1920 roku podjął studia medyczne na Uniwersytecie Jagiellońskim. Stopień doktora nauk medycznych uzyskał w 1926 roku, po czym podjął pracę na Uniwersytecie jako asystent w I Klinice Chorób Wewnętrznych. Stopień doktora habilitowanego w zakresie chorób wewnętrznych uzyskał 12 lipca 1938.
Wziął udział w kampanii wrześniowej jako oficer-medyk. 6 listopada 1939 w ramach akcji Sonderaktion Krakau wraz z grupą innych profesorów i wykładowców UJ został aresztowany przez Niemców i wywieziony do obozu Sachsenhausen. Po zwolnieniu w 1940 powrócił do Krakowa i prowadził prywatną praktykę.
Po zakończeniu wojny Tochowicz kontynuował pracę naukową. Poszerzył ją o działalność organizacyjną, przejmując w 1947 roku jako świeżo nominowany profesor nadzwyczajny kierownictwo I Kliniki Chorób Wewnętrznych Uniwersytetu Jagiellońskiego. W 1956 roku uzyskał tytuł profesora zwyczajnego. W latach 1954–1957 sprawował funkcję prorektora, a w latach 1957–1965 rektora Akademii Medycznej w Krakowie. W latach 1954–1961 był wiceprezesem Zarządu Głównego Polskiego Towarzystwa Kardiologicznego.
W pracy naukowej zajmował się m.in. miażdżycą i nadciśnieniem tętniczym. Był autorem niemal stu publikacji naukowych. Uważany jest za pioniera polskiej kardiologii prewencyjnej. Pod jego kierunkiem kształciło się wielu kardiologów i kardiolożek, w prowadzonej przez niego klinice dwudziestu dwóch lekarzy i lekarek obroniło doktoraty, a dziewięćdziesięciu sześciu uzyskało specjalizację lekarską. Wśród uczniów Tochowicza byli m.in. Władysław Król, Tadeusz Horzela i Leon Cholewa. Dokonania Tochowicza w działalności dydaktycznej sprawiły, że określany był jako „twórca krakowskiej szkoły kardiologicznej”.
Leon Tochowicz zmarł w 1965 roku w Krakowie. Został pochowany w alei zasłużonych cmentarza Rakowickiego (kwatera LXVII-płn. 1-12).

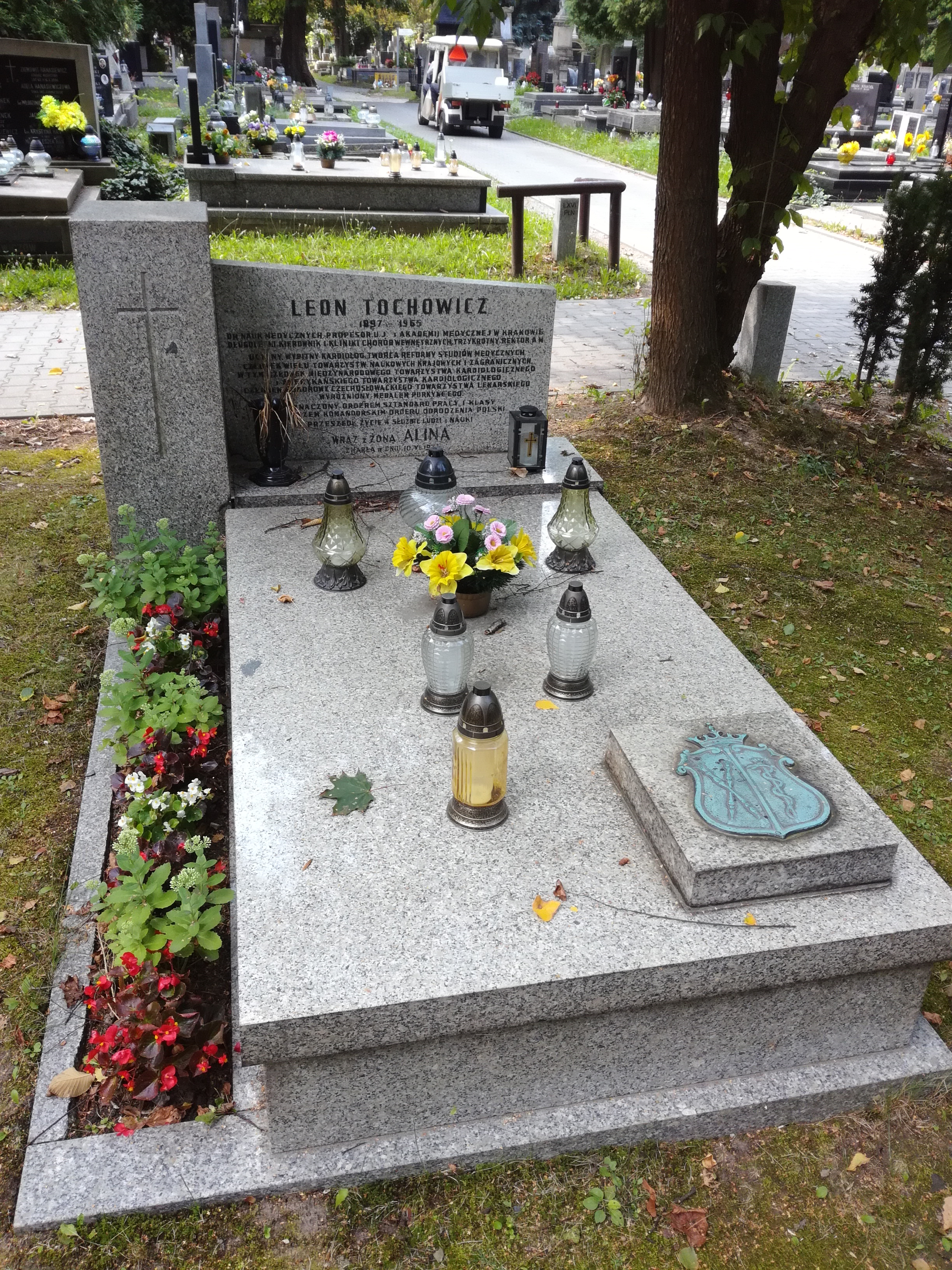
Grób prof. Leona Tochowicza na cmentarzu Rakowickim

Jego krewnym był metalurg Stanisław Tochowicz.

## Odznaczenia
- Krzyż Kawalerski Orderu Odrodzenia Polski
- Order Sztandaru Pracy I klasy
- Medal 10-lecia Polski Ludowej (1956)[10]

## Publikacje (wybór)
- Zachowanie się tryptofanu i histydyny w przebiegu choroby Biermera. „Polskie Archiwum Medycyny Wewnętrznej”. 2, s. 1151–1159, 1936. Kraków.
- Wartość kliniczna przednio-tylnego odprowadzenia w elektrokardiografii. „Polska Gazeta Lekarska”. 42 (15), 1936. Lwów.brak numeru strony
- Recherches sur la fluctuation du taux sanguin du tryptophane et de l'histidine au cours de la maladie de Biermar. „Folia Haematologica”, s. 240–248, 1936. Leipzig: Ak. Verlagsgesellschaft.
- Recherches sur la fluctuation du taux des acides aminés chez les sujets atteints d'anémie pernicieuse de Biermer et chez les sujets atteints d'anémie posthémorragique. „Folia Haematologica”, s. 249–268, 1936. Leipzig: Ak. Verlagsgesellschaft.
- Über den klinischen Wert der dorso-ventralen Ableitung in der Elektrokariographie. „Zeitschrift für Kreislaufforschung”, s. 712–727, 1937. Dresden: T. Steinkopff.
- Badania kliniczne nad wpływem wody ze śródła "Karola" w Iwoniczu, na wydzielanie soku żołądkowego, treści dwunastnicowej oraz na przemianę spoczynkową. 1937. Brak numerów stron w książce
- Wskazania i przeciwwskazania dla leczenia klimato-balneo-hydrologicznego schorzeń układu krążenia. „Acta Balneologica Polonica”. 4 (2), 1938. Kraków.brak numeru strony
- Badania kliniczne, doświadczalne i anatomo-patologiczne nad zachowaniem się układu krążenia w nadtarczyności. Kraków: Polska Akademia Umiejętności, 1938. Brak numerów stron w książce
- Gruźlica jako zagadnienie społeczne wśród młodzieży akademickiej. Warszawa: Lekarski Instytut Naukowo-Wydawniczy, 1946. Brak numerów stron w książce
- Zarys historii Krakowskiej Szkoły Medycznej: w 600-lecie Uniwersytetu Jagiellońskiego w Krakowie. Kraków: Państwowe Wydawnictwo Naukowe, 1962. Brak numerów stron w książce Przekład autorski na język angielski wydany w tym samym roku. Przekłady na języki niemiecki i francuski wydane w 1963.
- Sześćsetlecie medycyny krakowskiej: w sześćsetlecie Uniwersytetu Jagiellońskiego. T. 2. Kraków: Państwowe Wydawnictwo Naukowe, 1964. Brak numerów stron w książce Przekład na język angielski wydany w tym samym roku.

## Upamiętnienie
Jego imieniem nazwano jedną z ulic w Krakowie, w Dzielnicy X Swoszowice.